# Carl Edvard af Chapman
Carl Edvard af Chapman, född 9 februari 1819, död 10 juli 1891 i Mariestad, var en svensk militär.
Carl Edvard af Chapman var son till överste Gustaf Adolf af Chapman och Carolina Maria Camitz. Han blev sergeant vid Svea artilleriregemente 1835, underlöjtnant vid Göta artilleriregemente 1837, löjtnant där 1846 och kapten 1855. Chapman blev major 1860, blev överstelöjtnant 1868 och var 1868–1879 förordnad att vara artilleribefälhavare och tygmästare på Gotland samt kommendant i Visby. Han blev överstelöjtnant vid Göta artilleriregemente 1876 och befordrades 1879 till överste. Chapman erhöll avsked från tjänsten samma år men kvarstod som överste i armén till 1883.
Carl Edvard af Chapman blev riddare av Dannebrogorden 1859 och riddare av Svärdsorden 1863.